# Pendleton megye (Kentucky)
Pendleton megye az Amerikai Egyesült Államokban, azon belül Kentucky államban található. Megyeszékhelye és legnagyobb városa Falmouth. Lakosainak száma 14 644 fő (2020. április 1.). Pendleton megye Campbell, Clermont, Bracken, Harrison, Grant és Kenton megyékkel határos.

## Népesség
A megye népességének változása:
| Lakosok száma | 14 926 | 14 708 | 14 582 | 14 570 | 14 408 | 14 644 |
|               | 2010   | 2011   | 2012   | 2013   | 2015   | 2020   |